# Rot-Ulme
Die Rot-Ulme (Ulmus rubra) ist ein mittelgroßer Laubbaum aus der Gattung der Ulmen. Das Verbreitungsgebiet erstreckt sich über den Osten Nordamerikas.

## Beschreibung
Die laubabwerfende Rot-Ulme ist ein mittelgroßer Laubbaum mit breiter Krone, der eine Höhe bis über 30 Metern erreicht. Der Stammdurchmesser erreicht über 1 Meter. Zweige und Knospen sind rotbraun und rau behaart. Die innere Rinde von Zweigen und Ästen ist schleimhaltig und hat einen aromatischen Geschmack. Die Blätter sind länglich eiförmig bis länglich lanzettlich, 10 bis 20 Zentimeter lang, spitz oder zugespitzt mit stark asymmetrischer Basis. Der Blattrand ist doppelt gesägt, die Blattoberseite ist rau, die Unterseite weiß behaart. Der Blattstiel wird 4 bis 8 Millimeter lang. Die Blüten sind kurz gestielt und stehen in dichten aufrechten Büscheln. Es werden fünf bis neun Staubblätter gebildet, die Narben sind rötlich. Blütezeit ist von März bis April. Als Früchte werden breit ellipsoide bis kugelige, 1 bis 2 Zentimeter dicke Nussfrüchte gebildet. Die Samen sind rostbraun behaart und haben einen schwach eingeschnittenen Flügelsaum.

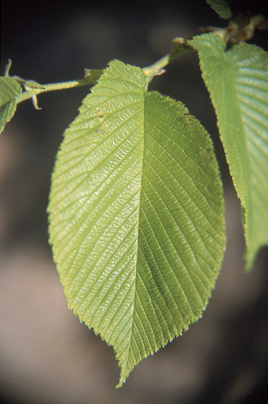
Blätter
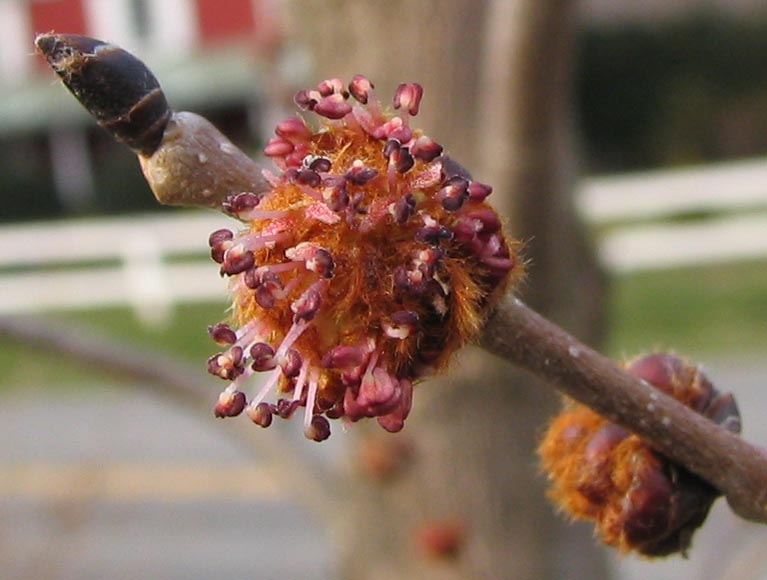
Blüten
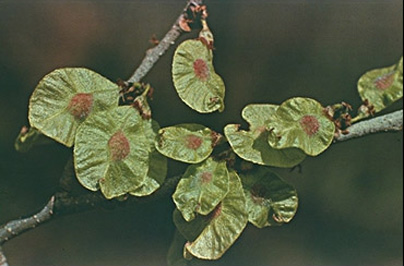
Früchte

## Verbreitung und Ökologie

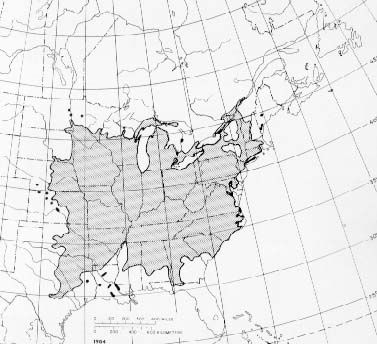
Verbreitungsgebiet

Das Verbreitungsgebiet der Rot-Ulme erstreckt sich vom Osten Kanadas über die nördlichen und südlichen Präriestaaten bis nach Florida. Dort findet man sie als Mischbaumart in Laubwäldern in Auen und Ufergehölzen auf mäßig trockenen, frischen oder feuchten, neutralen bis alkalischen, sandig-kiesigen und sehr nährstoffreichen Böden an sonnigen Standorten. Sie ist frosthart und wärmeliebend. Man findet sie oft vergesellschaftet mit der Weiß-Esche (Fraxinus americana), der Amerikanischen Weiß-Eiche (Quercus alba), der Amerikanischen Linde (Tilia americana), dem Tulpenbaum (Liriodendron tulipifera) und dem Zucker-Ahorn (Acer saccharum).

## Systematik
Die Rot-Ulme (Ulmus rubra) ist eine Art aus der Gattung der Ulmen (Ulmus). Dort wird sie der Sektion Ulmus in der Untergattung Ulmus zugeordnet. Ein Synonym der Art ist Ulmus fulva Michx.

## Verwendung
Die Rot-Ulme wird selten zur Holzgewinnung genutzt. Sie wird auch gelegentlich in Parks und Gärten gepflanzt.
Die jungen Früchte sind roh oder gekocht essbar, wie jene von Ulmus pumila oder Ulmus parvifolia.

## Nachweise